# Jera on Air
Le Jera on Air est un festival néerlandais de punk rock, punk hardcore et metalcore, organisé annuellement à Ysselsteyn, le dernier week-end du mois de juin.

## Histoire
Le festival a lieu pour la première fois en 1992. Pendant la foire de cette année-là, un chariot plat est placé dans l'allée du centre de jeunesse et un certain nombre de groupes s'y sont produits. Le festival s'appelait d'abord Jera Open Air. Les premières années, ce sont surtout des groupes locaux et des groupes de reprises qui montent sur scène. Peu à peu, le festival prend de l'ampleur et des groupes plus célèbres ont été engagés. En 2000, le festival n'a pas pu avoir lieu car il a été décidé qu'en raison du Championnat d'Europe de football en Belgique et aux Pays-Bas cette année-là, aucune activité majeure ne pouvait avoir lieu. Dès lors, la date du festival a été déplacée de la foire au jour de l'Ascension et l'événement a été rebaptisé Jera On Air.
Depuis 2013, le festival dure deux jours et depuis 2017, il dure trois jours. En 2017, le festival reçoit le prix Jan Smeets.
Le festival, qui se déroule à guichets fermés, accueille des personnes de 40 pays différents en 2018, soit près du double de la fréquentation de l'année précédente. À la fin de cette année, vingt nouveaux groupes sont ajoutés au programme de 2019. En février 2019, le groupe Architects annonce l'annulation de sa prestation au festival de cette année en raison d'un mécontentement à l'égard de l'affiche du festival ; Architects n'était pas satisfait de la taille du nom du groupe sur l'affiche.
Les éditions 2020 et 2021 n'ont pas pu avoir lieu en raison de mesures relatives à la pandémie de Covid-19,, et la 28e édition, prévue pour 2020, est donc reportée à 2022. Les billets achetés pour 2020 et 2021 restaient valables en 2022. Les organisateurs se sont engagés à faire de l'édition 2022 une édition « extra large ». La programmation de cette édition est élue deuxième meilleure de 2022 par le site web Festileaks, derrière le festival espagnol Primavera Sound,.

## Programmations

### 2012
Le festival a lieu du 16 au 17 mai.
| Large Rockhand Stage                                                                                         |
| --- |
| Mark Foggo (en) No Turning Back Antillectual Campus This Routine is Hell The Accelerators Murder By Millions |

| Rabobank Mainstage | Large Rockhand Stage |
| --- | --- |
| Lostprophets Heideroosjes Young Guns Authority Zero Kids in Glass Houses Attack! Attack! Straightaway Set Things Right | Larry and His Flask (en) All for Nothing P.O. Box This is Hell Counterpunch The Charm the Fury Feed the Rhino El Camaro |

### 2013
Le festival a lieu du 7 au 8 juin.
| Large Rockhand Stage                                                                     |
| ---------------------------------------------------------------------------------------- |
| The JB Conspiracy Backfire! Not Available Climates The Royal The 101'ers As Prayers Fail |

| Rabobank Mainstage | Large Rockhand Stage                                                                                               |
| --- | --- |
| A Day to Remember Parkway Drive Asking Alexandria Funeral for a Friend The Computers (en) John Coffey Apologies, I Have None Arizona | The Ghost Inside Random Hand (en) Cancer Bats Atlas Losing Grip No Turning Back Palm Reader Wasted Bullet 18 Miles |

### 2014
Le festival a lieu du 13 au 14 juin.
| Large Rockhand Stage                                                                 | Punk Brockbar                                                                            |
| ------------------------------------------------------------------------------------ | ---------------------------------------------------------------------------------------- |
| Zebrahead Architects The Black Dahlia Murder All for Nothing Napoleon The Octopussys | The 101'ers Screw Houston Start Screaming! The Lowest Standard Said and Done Note to Amy |

| Impericon Mainstage | Large Rockhand Stage |
| --- | --- |
| Dropkick Murphys Hatebreed Of Mice and Men Against Me! We Came as Romans Emmure The Amity Affliction The Charm the Fury Call It Off | Letlive First Blood Born from Pain Brutality Will Prevail The Filaments Gnarwolves Antillectual Faintest Idea For I Am King |

### 2015
Le festival a lieu du 19 au 20 juin.
| Impericon Mainstage                                                 | Large Rockhand Stage              | Punk Brockbar                                                                            |
| ------------------------------------------------------------------- | --------------------------------- | ---------------------------------------------------------------------------------------- |
| A Day to Remember Chelsea Grin Chunk! No, Captain Chunk! Better Off | Terror Texas in July Expire Polar | Counting Coins Tree House Fire Ghouls Midday Committee Holly Would Surrender Alive Again |

| Impericon Mainstage                                                                        | Large Rockhand Stage                                                                                 | Punk Brockbar |
| ------------------------------------------------------------------------------------------ | --- | --- |
| All Time Low Enter Shikari Millencolin Defeater In Hearts Wake Authority Zero Destine Roam | Lagwagon Caliban Stray From the Path Strung Out No Turning Back Counterparts The Royal Nasty Toaster | The Accelerators Irish Handcuffs Rivershores Dead Giveaway Smash the Statues Hesperian Villainy Collision Nuclear Devastation Phoenix' Ashes |

### 2016
Le festival a lieu du 24 au 25 juin.
| Impericon Mainstage                                                         | Second Stage                                             | Punk Brockbar                                                                        |
| --------------------------------------------------------------------------- | -------------------------------------------------------- | ------------------------------------------------------------------------------------ |
| The Amity Affliction Thy Art Is Murder Bury Tomorrow For I Am King Prospect | Municipal Waste Deez Nuts Fallujah Siberian Meat Grinder | P.O. Box The JB Conspiracy Dead Neck The Waiting Game The Dancing Morons Joe McMahon |

| Impericon Mainstage | Second Stage | Punk Brockbar |
| --- | --- | --- |
| Pennywise Sick of It All August Burns Red John Coffey Our Last Night Zebrahead Beartooth Being as an Ocean Call It Off Pelgrim | While She Sleeps H2O Boysetsfire Frank Carter and the Rattlesnakes Belvedere Turnstile Neck Deep Backtrack Monuments | Burning Down Alaska Tim Vantol Jaya the Cat Risk It! Suasion The Kendolls 18 Miles Set Things Right The Octopussys Homer The Overslept Screw Houston |

### 2017
Le festival a lieu du 22 au 24 juin.
| Impericon Mainstage                                                                                                | Second Stage | Punk Brockbar |
| --- | --- | --- |
| Architects Suicidal Tendencies Northlane While She Sleeps Chelsea Grin As It Is The 101'ers Apologies, I Have None | Comeback Kid The Bouncing Souls The Black Dahlia Murder Against Me! Obey the Brave SHVPES Landscapes Broken Teeth | Antillectual Napoleon F.O.D. Camp High Gain Coldburn Trash Boat The Tips As Enemies Aries Hawser Charlie Bite My Finger |

| Impericon Mainstage | Second Stage | Punk Brockbar |
| --- | --- | --- |
| Me First and the Gimme Gimmes Of Mice and Men The Dillinger Escape Plan Napalm Death The Devil Wears Prada Four Year Strong Moose Blood The Smith Street Band '68 | Madball Deez Nuts Undeclinable Ambuscade Every Time I Die The Charm the Fury No Turning Back Oceans Ate Alaska Knuckledust (en) Wolves Scream | The JB Conspiracy The Decline Insanity Alert Not Scientists Sing Along Riot Malevolence Straightline World Eater Moments (en) Never Forget |

### 2018
Le festival a lieu du 28 au 30 juin. Le jeudi 28 juin n'a consisté qu'en une soirée avec une programmation composée uniquement de DJ.
| Eagle Stage | Vulture Stage | Buzzard Stage |
| --- | --- | --- |
| Billy Talent Enter Shikari Sick of It All Emmure Neck Deep Blessthefall Frank Carter and the Rattlesnakes Paceshifters Any Given Day | Terror Modern Life Is War Anti-Flag Bury Tomorrow Lionheart Stray from the Path Touché Amoré Knocked Loose Get the Shot | Call It Off A Traitor Like Judas Adrenalized Higher Power Tusky Templeton Pek Red City Radio I Against I Toxic Shock Beat the Red Light Prospect Generation 84 |

| Eagle Stage                                                                                     | Vulture Stage | Buzzard Stage |
| ----------------------------------------------------------------------------------------------- | --- | --- |
| NOFX Less Than Jake Underoath No Fun at All Iron Reagan Adept Born from Pain Boston Manor Arson | Stick to Your Guns Satanic Surfers Being as an Ocean Nasty Dog Eat Dog A Wilhelm Scream Brutality Will Prevail Crystal Lake Slander | Jaya the Cat Malevolence Alazka Adhesive Our Hollow, Our Home Bad Cop/Bad Cop Blood Youth P.O.box Jesus Piece March Year of the Knife Citizens Patrol |

### 2019
En 2019, le festival a lieu du 27 au 29 juin. Le groupe Architects était initialement prévu comme tête d'affiche mais a annulé sa présence à la suite de l'annonce de Parkway Drive comme étant la véritable tête d'affiche.
| Vulture Stage                                       |
| --------------------------------------------------- |
| Bury Tomorrow Deez Nuts Our Hollow, Our Home SHVPES |

| Eagle Stage                                                                                             | Vulture Stage                                                                   | Buzzard Stage |
| --- | ------------------------------------------------------------------------------- | --- |
| Enter Shikari Sum 41 Beartooth The Interrupters Whitechapel Fever 333 Crystal Lake BillyBio Another Now | Converge Ignite Terror Madball State Champs As It Is Bad Omens Roam Drug Church | Backfire! Rist It! For I Am King Mute Insanity Alert Employed to Serve Harm's Way Regulate Cane Hill Candy (en) Counting Coins The Amsterdam Red Light District |

| Eagle Stage | Vulture Stage                                                                                                | Buzzard Stage |
| --- | --- | --- |
| Parkway Drive Hatebreed Heideroosjes Comeback Kid Municipal Waste No Fun at All Cancer Bats Bleed from Within This Means War | The Amity Affliction Turnstile Our Last Night Agnostic Front Bleeding Through Polaris Brutus Acres Landmvrks | No Turning Back Random Hand (en) Smoke or Fire First Blood Death by Stereo Polar Not on Tour Ploegendienst Chaser Palm Reader Darko Searching for Relief |

### 2022
En 2022, le festival a lieu du 23 au 25 juin.
| Eagle Stage                                                        | Vulture Stage                                 | Buzzard Stage                                 |
| ------------------------------------------------------------------ | --------------------------------------------- | --------------------------------------------- |
| The Hives Peter Pan Speedrock Stick to Your Guns Year of the Knife | Suicidal Tendencies Life of Agony Boysetsfire | Bob Vylan Hang Youth Beachdog One Step Closer |

| Eagle Stage | Vulture Stage                                                                                      | Buzzard Stage |
| --- | -------------------------------------------------------------------------------------------------- | --- |
| The Offspring Beartooth While She Sleeps Stick to Your Guns Ignite Crossfaith Silverstein Deez Nuts Fleddy Melculy | Turnstile Bury Tomorrow Nasty Lionheart Being as an Ocean Anti-Flag Trash Boat Higher Power Clowns | Imminence Belvedere No Turning Back Jesus Piece InVisions SeeYouSpaceCowboy Blood Youth Blowfuse Faintest Idea Rotzak |

| Eagle Stage | Vulture Stage | Buzzard Stage                                                                                       |
| --- | --- | --------------------------------------------------------------------------------------------------- |
| Rise Against Bullet for My Valentine Raised Fist Frank Carter and the Rattlesnakes Neck Deep Electric Callboy Oceans Ate Alaska Holding Absence For I Am King No Permission | Bad Religion Comeback Kid Terror Knocked Loose No Fun at All Incendiary Vein.fm Hot Milk Our Hollow, Our Home Mark of Chaos | Get the Shot Counterparts Good Riddance Cigar Drain Stake Another Now Main Line 10 The Hell Mayleaf |

### 2023
En 2023, le festival a lieu du 22 au 24 juin.
| Eagle Stage                                                         | Vulture Stage                                             | Buzzard Stage                           | Hawk Stage                                     |
| ------------------------------------------------------------------- | --------------------------------------------------------- | --------------------------------------- | ---------------------------------------------- |
| Parkway Drive The Amity Affliction Lorna Shore Malevolence Paleface | Billy Talent Sick of It All Code Orange Employed to Serve | Chelsea Grin Anti-Flag Chaser Ways Away | Nøfx The Bennies Wrong Man Two and a Half Girl |

| Eagle Stage                                                                                      | Vulture Stage | Buzzard Stage                                                                                  | Hawk Stage |
| ------------------------------------------------------------------------------------------------ | --- | ---------------------------------------------------------------------------------------------- | --- |
| Rancid Papa Roach Hollywood Undead Fever 333 The Interrupters Lionheart Kublai Khan End Paledusk | Hatebreed Frank Turner and the Sleeping Souls Sleep Token Stray from the Path Pup Touché Amoré Attila Ghøstkid GirlsGirlsGirls | Trash Boat Candy (en) The Flatliners Random Hand (en) Loathe Any Given Day Speed Distant Slope | Fleddy Melculy De Hardheid (en) Call It Off Captain Kaiser Sing Along Riot Bizkit Park The Priceduifkes Afterpartees Lone Wolf The Shivvies |

| Eagle Stage | Vulture Stage | Buzzard Stage                                                                                    | Hawk Stage |
| --- | --- | ------------------------------------------------------------------------------------------------ | --- |
| Flogging Molly Meshuggah Gogol Bordello Enter Shikari Heideroosjes John Coffey Landmvrks Cancer Bats Dreamshade | The Ghost Inside Motionless in White Carpenter Brut The Menzingers Black Flag Rise of the Northstar Casey (en) Static Dress (en) March | No Turning Back No Pressure Defeater UnityTX Sunami (en) Zulu Pain of Truth Restraining Order C4 | Amæzing Snäke Zanger Niley Punk Rock Factory Exploding Head Syndrome Arson Henk Wijngaard Blink-182 Tribute Sing Along Riot Deadstool Pigeon Bloodsucker Astro Zombies A.D. Florida Men |

### 2024
En 2024, le festival a eu lieu du 27 au 30 juin. Afin de fêter les 30 ans du festival, celui-ci s'est étendu sur une quatrième journée.
| Eagle Stage                                          | Vulture Stage                           | Buzzard Stage                              | Hawk Stage                                              |
| ---------------------------------------------------- | --------------------------------------- | ------------------------------------------ | ------------------------------------------------------- |
| Electric Callboy Body Count Madball Shadow of Intent | Bad Religion Imminence Movements Knosis | Get the Shot Hot Mulligan Plogendienst Gel | Authority Zero The Sha La Lees Death Lens Pressure Pact |

| Eagle Stage | Vulture Stage                                                                                     | Buzzard Stage                                                                                               | Hawk Stage |
| --- | ------------------------------------------------------------------------------------------------- | --- | --- |
| Dropkick Murphys Sum 41 Ice Nine Kills Suicidal Tendencies Neck Deep Brutus Bleed From Within Hanabie. Holding Absence | Simple Plan Of Mice & Men Hang Youth Counterparts Silverstein Better Lovers Grade 2 Thrown Heriot | The Rumjacks Mindforce Show Me the Body Jaya the Cat Lionheart (Surprise Act) Scowl Dying Wish Tusky No Way | Psychonaut Conservative Military Image Talco Temptations For the Weak The Broken Horizon MakeWar The Young Ones Nephylim Secondhand Saints |

| Eagle Stage | Vulture Stage | Buzzard Stage                                                                                              | Hawk Stage                                                                                   |
| --- | --- | --- | -------------------------------------------------------------------------------------------- |
| Architects Frank Carter & the Rattlesnakes While She Sleeps Thy Art is Murder Biohazard Fit For a King For I Am King Erra Another Now | Bury Tomorrow Bane ††† (Crosses) The Black Dahlia Murder Dead By April Bob Vylan Escape the Fate Brand of Sacrifice | Comeback Kid Alpha Wolf Thursday Incendiary Spanish Love Songs Harms Way Guilt Trip Mindwar Changing Tides | Snuff Nøfx King Prawn The Chisel P.O. Box Burnout Boys Ronker Campus Andy and the Antichrist |

| Eagle Stage                                                                                                | Vulture Stage                                                                                | Buzzard Stage                                                             | Hawk Stage                                                                   |
| --- | -------------------------------------------------------------------------------------------- | ------------------------------------------------------------------------- | ---------------------------------------------------------------------------- |
| The Prodigy Tesseract Me First & The Gimme Gimmes Caskets The Locos Make Them Suffer As Everything Unfolds | Enter Shikari Lionheart Atreyu Boston Manor The Bloody Beetroots The Acacia Strain Deez Nuts | Amenra Wargasm Zulu Distant Death Before Dishonor Dropout Kings Annisokay | Jivebomb Delinquent Habits Orgel Joke Elvana Dune Rats Wörtelstemp Bongloard |

### 2025
En 2025, le festival a eu lieu du 26 au 28 juin.
| Eagle Stage                                                                                                | Vulture Stage                                                                       | Buzzard Stage                                                               | Hawk Stage                                                                                  | Sparrow Stage                                                             |
| --- | ----------------------------------------------------------------------------------- | --------------------------------------------------------------------------- | ------------------------------------------------------------------------------------------- | ------------------------------------------------------------------------- |
| Bullet For My Valentine Motionless in White Jinjer Polaris Fit For An Autopsy Within Destruction The Haunt | The Ghost Inside Heaven Shall Burn Paleface Swiss Kim Dracula Hot Milk South Arcade | Fidlar Alien Ant Farm The Butcher Sisters Pain of Truth Anxious Split Chain | Letlive. Zeal & Ardor Trophy Eyes The Dreadnoughts Teenage Bottlerocket Filth Bony Macaroni | Nøfx The Toasters C.O.F.F.I.N Tankzilla Chaser Mark Foggo Modder For I Am |

| Eagle Stage | Vulture Stage                                                                                                  | Buzzard Stage                                                                        | Hawk Stage                                                                                           | Sparrow Stage |
| --- | --- | ------------------------------------------------------------------------------------ | --- | --- |
| Pendulum Sex Pistols & Frank Carter While She Sleeps Nothing More Landmvrks Stray From the Path Northlane Signs of the Swarm | Yellowcard Health Frank Turner & The Sleeping Souls Currents Donots Caskets House of Protection Aviana Defects | Grandson Hot Water Music Nasty The Scratch Slapshot Sunami Spy Headbussa I'll Get By | Lagwagon Guilt Trip Punk Rock Factory Creeper Street Dogs Doodseskader Driveways Call It Off Catbite | ABBA Fever Michael McColgan & His Bomb Squad Teen Mortgage Ramones Alive Press Club Booze & Glory For I Am King Sing Along Riot Braces St. Plaster Spare Kid |

| Eagle Stage                                                                                            | Vulture Stage | Buzzard Stage                                                                                   | Hawk Stage | Sparrow Stage |
| --- | --- | ----------------------------------------------------------------------------------------------- | --- | --- |
| Turnstile Knocked Loose Power Trip Refused Dead Poet Society Freddie Dredd Dayseeker Bad Nerves Vukovi | Denzel Curry Perturbator Stick To Your Guns Thrice Poppy Pvris Smash Into Pieces Dead By April Employed to Serve | Terror High Vis John Coffey Slope Deafheaven Terminal Sleep Restraining Order Polar State Power | Fat Dog Zebrahead Mad Caddies Static Dress Good Riddance Evergreen Terrace Popes of Chilitown Karen Dió The Meffs | Bizkit Park Drukwerk Model/Actriz Green Lizard Extince Tik Tok Tammo and Band Osterberg Trench War Maria Iskariot Dad Magic Mikki Wood |